# Алкмеон (Еврипид)
«Алкмеон» (др.-греч. Ἀλκμαίων) — трагедия древнегреческого драматурга Еврипида (V век до н. э.) на тему аргосских мифов, текст которой утрачен за исключением ряда коротких отрывков.
Центральный персонаж пьесы — аргосский герой Алкмеон, который убил свою мать Эрифилу, а потом, спасаясь от эриний, укрылся в городе Псофида в Аркадии и женился на дочери местного царя Фегея Алфесибее. Позже он обосновался на острове в русле реки Ахелой и взял новую жену, Каллирою. Тогда братья Алфесибеи его убили.
Наряду с трагедией Еврипида фрагментарно сохранилась и трагедия Софокла под тем же названием. Исследователи не могут уверенно идентифицировать отдельные отрывки и не знают, какую из пьес взял за образец римский драматург Луций Акций, создавший латинскую обработку того же сюжета.
Перу Еврипида принадлежат ещё две трагедии об Алкмеоне — «Алкмеон в Псофиде» и «Алкмеон в Коринфе». Их текст тоже почти полностью утрачен.